# حوض کربلایی اسدالله
حوض کربلایی اسدالله، روستایی در دهستان چاه مسافر بخش کوه یخاب شهرستان عشق‌آباد در استان خراسان جنوبی ایران است.

## جمعیت
بر پایه سرشماری عمومی نفوس و مسکن در سال ۱۳۹۵، جمعیت این روستا برابر با ۱۶ نفر (۴ خانوار) بوده است.